# Fano (miliție)
Fano (în amharică ፋኖ), de asemenea scris FANO sau Fanno, este un grup de tineret amaran din Etiopia, perceput ca un grup de protest, dar uneori ca o miliție armată.